# Cheeky Parade
Cheeky Parade (チィキィパレード) est un groupe féminin japonais, composé de neuf jeunes idoles japonaises et formé en 2012. Il est le deuxième groupe féminin créé sous le label d'Avex Trax, nommée iDOL Street après son groupe-sœur SUPER☆GiRLS ainsi qu'avant son autre groupe-sœur GEM.

## Histoire
Huit filles, à l’exception de Momoka Kodakari, ont été sélectionnées après avoir passé l'audition Avex Idol Audition 2010 (avex アイドルオーディション2010) en décembre 2009. Elles ont débuté comme membres des iDOL Street Street-sei (ストリート生). Cheeky Parade a été officiellement formé en février 2012.
Le 1er single  du groupe Cheeky Dreamer est sorti en avril 2012.
En septembre 2012, le nouveau logo utilisé au cours de leurs lives a été dévoilé.  Le groupe sort le 9 janvier 2013 son premier single en tant que major, Bunbun Nine9' qui passe à la 4e place du classement de l'Oricon,.
Le groupe sort ensuite son deuxième single major C.P.U!? le 10 avril 2013. Par ailleurs, l'émission du groupe CheekyPa Tsuushin (チキパ通信) est diffusée sur YouTube. Elle suit les activités du groupe d’idoles. 
Fin 2013, le groupe sort son troisième single, Mugendai Shoujo A, le 4 septembre, puis son premier album Cheeky Parade I qui groupent tous les single du groupe depuis ses débuts.
En juin 2014, le groupe sort son premier mini album Together et participe au festival Kawaii Pop Festival in Hong Kong en compagnie d’autres groupes d'idoles. Le concert Cheeky Parade Live in New York aura lieu en octobre 2014. Cet évènement sera leur premier live aux États-Unis. Il correspond à la dernière date de la tournée Cheeky Parade Nine Lives Tour ~Road to NY~ organisée entre avril et octobre 2014 à travers le Japon.
Le 4e iDOL Street Sports Festival (第4回 秋の大運動会2014 ～アイドルの汗が眩しすぎンだよぉ!!～) a été organisé en novembre 2014. Les Cheeky Parade, les Super☆Girls et les GEM ont pris part à diverses épreuves sportives.
Sekine Yuna et Shimura Rika (Super☆Girls) et Kanazawa Yuki (GEM) font des apparitions régulières dans l’émission Harajuku Base (原宿ベース) sur Chiba TV depuis janvier 2015. Elles y parlent de la mode de Harajuku.
Les filles ont participé à une campagne promotionnelle pour le jeu vidéo Dairantou! Dragon Parade (大乱闘！！ドラゴンパレード) de Sega en janvier 2015. Ce dernier est disponible sur iOS et Android.
21 membres de Cheeky Parade, de Super☆Girls et de GEM se sont produites dans le spectacle théâtral Chouzetsu☆Utagekidan 2015 ~Super World☆Returns~ (超絶☆歌劇団 2015 ～Super World☆Returns～) au Tokyo DDD Aoyama Cross Theater en février 2015. Les équipes étaient menées par Mizorogi Seran, Watanabe Koume et Murakami Rana.
Certaines membres ont passé un examen de certification spécial organisé par iDOL Street en mars 2015. Suzuki Yuriya et Suzuki Mariya ont réussi le test avec respectivement 80 et 86 points, mais Nizorogi Seran a échoué avec 76 points. Elles ont reçu un badge commémoratif et une invitation pour un événement spécial.
Les filles animent l’émission Cheeky Boot Channel depuis avril 2015 ; le mois suivant, elle révèle également qu’elle aimait jouer de la guitare
En mai 2015, Yuriya Suzuki a révélé qu’elle possédait 4 serpents. Elle adore les animaux.
La tournée de concerts Cheeky Parade Live House Tour ~Cheeky Boot Camp~ s’est déroulée à travers tout le Japon de mai à juin 2015.
Kodakari Momoka est apparue dans l’émission Hirunandesu (ヒルナンデス) en juin 2015. L'une des caractéristiques de son personnage est de parler le dialecte du Kansai.
Une courte vidéo de danse intitulée Honnoji Incident (本能寺の変) avec Asami Watanabe et Marin Yamamoto, et postée sur Twitter, a fait le buzz sur internet avec de nombreuses vues. Elle est inspirée par un même japonais.
Le titre du single M.O.N.ST@R, en vente en juillet 2015, signifie « Manifest of No.1 Star ». Il marque le fait que l’objectif du groupe d’idoles est de devenir n° 1.
En octobre 2015, les Cheeky Parade se sont produites au Moshi Moshi Nippon Festival à Paris, en France, et à Japan Expo 2015 à Los Angeles, aux États-Unis. Le même mois, les filles font une apparition sous forme de caméo dans le drama ~Mutsu Mieru Me~ (無痛～診える眼～).
En novembre 2015, Seran Nizorogi (Cheeky Parade), Asakawa Nana, Maeshima Ami, Watanabe Koume (SUPER☆GiRLS), Rana Murakami, Maho Iyama, Yu Morioka, Kako Oguri, Maya Takeda, Nana Minamiguchi, Yuki Kanazawa (GEM), Nene Matsunaga (Girls Street Audition) ont interprété les rôles principaux dans la pièce de théâtre Girls Street Theater 2015 Za Hana Miyo Concerto (座・花御代コンチェルト).
En novembre 2015, le groupe rendu hommage à Retour vers le Futur sur une affiche et au cours d'un concert. Le mois suivant, Yuna Sekine, Yuriya Suzuki et Nizorogi ont été mannequins dans le cadre de la campagne pour la collection de cosplay Candy Parade de Don Quijote. À cette occasion, elles étaient habillées en divers costumes de Noël.
En janvier 2016, Marin Yamamoto et Mariya Suzuki ont annoncé suspendre temporairement leurs activités pendant 2 ans afin de partir étudier à Los Angeles. Elles font leur dernière apparition sur le 6e single des Cheeky Parade Sky Gate en vente en février 2016. Le clip vidéo a été tourné à Okinawa.
Le 1er avril 2016, il est annoncé que le groupe d'idoles changerait son nom pour Chicken Party. Des photos des membres habillées en costumes de poulet étaient aussi dévoilées ; mais il s'agissait d'un poisson d'avril.
Yuriya Suzuki a succédé à Yuna Sekine au poste de leader en juin suivant.
Cheeky Parade se produit à Japan Expo 2016 à Paris Nord Villepinte (France) en juillet 2016. Marin Yamamoto et Mariya Suzuki quittent officieusement le groupe d'idoles pour leurs études à Los Angeles le même mois.
Le groupe d'idoles sort le single Hands Up! en septembre 2016 avec les sept membres restants. La chanson a été écrite et composée par Hige Driver, et arrangée par son groupe HigedriVAN. Les filles étaient vêtues de pyjamas (de style kawaii) en contradiction avec la chanson de style rock agressif .
Le groupe se séparera après un ultime concert à 7, avec le retour de Marin et Mariya, le 31 juillet 2018.

## Membres
| Name                          | Surnom                | Date de naissance | Âge    | Lieu de naissance      | Notes                         |
| ----------------------------- | --------------------- | ----------------- | ------ | ---------------------- | ----------------------------- |
| Asami Watanabe (渡辺 亜紗美)  | Asamin (あさみん)     | 27 septembre 1994 | 30 ans | Préfecture de Tochigi  | Leader dans la dance          |
| Yūna Sekine (関根 優那)       | Yū-nyan (ゆ～にゃん)  | 28 septembre 1994 | 30 ans | Préfecture de Saitama  | Ex-leader du groupe           |
| Rino Shimazaki (島崎 莉乃)    | Rinono (りのの)       | 15 mai 1996       | 28 ans | Préfecture de Kanagawa |                               |
| Yuriya Suzuki (鈴木 友梨耶)   | Yuriya (ゆりゃ)       | 28 août 1996      | 28 ans | Tokyo                  | Leader du groupe              |
| Seran Mizorogi (溝呂木 世蘭)  | Seran (せらん)        | 22 avril 1997     | 27 ans | Tokyo                  |                               |
| Hina Nagai (永井 日菜)        | Hina-chun (ひなchuン) | 6 février 1998    | 27 ans | Tokyo                  |                               |
| Momoka Kodakari (小鷹狩 百花) | Momo (もも)           | 21 février 1999   | 26 ans | Osaka                  |                               |
| Membres en suspens            |                       |                   |        |                        |                               |
| Marin Yamamoto (山本 真凜)    | Marin (まりん)        | 11 juin 1997      | 27 ans | Préfecture de Mie      | Fait ses études à Los Angeles |
| Mariya Suzuki (鈴木 真梨耶)   | Mariya (まりゃ)       | 26 septembre 1999 | 25 ans | Tokyo                  | Fait ses études à Los Angeles |

## Discographie

### Albums
Albums studio
Mini-album

### Singles
Single indie
1. 1er avril 2012 - Cheeky Dreamer

Singles major
1. 9 janvier 2013 - Bunbun Nine9′
2. 10 avril 2013 - C.P.U!?
3. 4 septembre 2013 - Mugendai Shoujo A
4. 3 décembre 2014 - Candy Pop Galaxy Bomb!! / Kizuna Punky Rock!!
5. 15 juillet 2015 - M.O.N.ST@R / Colorful Starlight
6. 24 février 2016 - Sky Gate / Faith
7. 7 septembre 2016 : Hands Up!
8. 26 avril 2017 : Shout along!

Cartes musicales
1. 22 novembre 2017 : Bokura no uta (僕らの歌?)
2. 14 février 2018 : Answer